# Byholma flygbas
Byholma flygbas (IATA: -, ICAO: ESFY) var en militär flygbas, cirka 1 km öster om byn Byholma, söder om sjön Bolmen och cirka 20 km sydväst om Ljungby i Kronobergs län.

## Historik
Basen började planeras under 1950-talet och var färdigbyggd år 1962 enligt det så kallade Bas 60-systemet. Byholmabasen tillhörde Blekinge flygflottilj (F 17) fram till år 1976, då den överförades till Skånska flygflottiljen (F 10). Under 1980- och 1990-talen byggdes basen ut till Bas 90-standard, vilket innefattade bland annat två kortbanor och ännu fler uppställningsplatser för flygplan. Ytterligare en kortbana var projekterad men blev aldrig byggd.
En incident som gjorde Byholma känt i rikspressen inträffade vid en av dessa kortbanor år 1994: Kortbanorna består i regel av en breddad bit av en vanlig landsväg, så var fallet vid de båda kortbanor som fanns vid Byholmabasen. Under en övning skulle två JA 37 Viggen från Upplands flygflottilj (F 16) landa på basens huvudbana. En av piloterna missbedömde dock banans placering, och landade av misstag på en av kortbanorna - en landsväg som ej var avspärrad. Här mötte planet bland annat en personbil. När piloten insåg sitt misstag vände han planet och startade igen för att sedan landa på rätt bana.
Byholmabasen var under senare delen av 1990-talet en av Flygvapnets modernaste baser, och betraktades som strategiskt viktig i södra Sverige. Inte minst på grund av det stora antalet tillhörande sidobaser: Halmstad, Ängelholm, Uråsa, Växjö, Eneryda samt en reservvägbas utanför Falkenberg.

## Nedläggning och avveckling
Basbataljonen tillhörande Byholmabasen lades ner år 2000. De sista flygövningarna skedde ungefär samtidigt. Efter att all flygverksamhet upphört låg basen i "träda" några år, som så kallad beredskapsbas.
Huvudbanan på Byholmabasen hyrdes av Vida-gruppen för lagring och bevattning av timmer efter orkanen Gudrun år 2005. Detta timmerupplag fick enorma dimensioner, och uppmärksammades i media. Det påstods då att timmerupplaget på Byholmabasen var världens största, ett påstående som är svårt att bekräfta, men snabbt blev en etablerad "sanning". Virkeslagret på Byholma var inte unikt, även Knislinge flygbas i Skåne användes på liknande sätt. 2010 köpte Vida-gruppen delar av flygfältet för 4,7 miljoner kronor av Ljungby kommun som i sin tur hade utnyttjat sin förköpsrätt och köpt hela området för 8,6 miljoner kronor. Sedan dess använder Vida området till torkning och flisning av bland annat avverkningsrester som sedan blir till biobränsle som säljs vidare till värmeverk.
Under år 2009 skedde en fullständig avveckling, av nästan samtliga till basen hörande anläggningar. Exempelvis bas- och kommandocentralerna har avvecklats. Flera byggnader såsom baracker och hangarer avyttrades genom försäljning. Även civila hus inne i Byholma samhälle, som Fortifikationsverket ägde och som tidigare nyttjas kopplat till Byholma flygbas, har avyttrats.